# Duodecillón
Un duodecillón, en la escala numérica larga usada tradicionalmente en  español, equivale a 1072, esto es un millón de undecillones:
| {\displaystyle un\;duodecill{\acute {o}}n=10^{72}} {\displaystyle un\;duodecill{\acute {o}}n=(1\,000\,000)^{12}} {\displaystyle un\;duodecill{\acute {o}}n=\scriptstyle \ 1\;000\;000\;000\;000\;000\;000\;000\;000\;000\;000\;000\;000\;000\;000\;000\;000\;000\;000\;000\;000\;000\;000\;000\;000\,} |

Esta palabra no es de uso corriente y no aparece en el Diccionario de la Real Academia ni en el Diccionario de uso del español de María Moliner.